# Catherine Spaak (album 1976)
Catherine Spaak è un album discografico della cantante ed attrice Catherine Spaak, pubblicato nel 1976 dalla CGD.

## Descrizione
Nel 1976 la Spaak è al cinema con due film di successo: Bruciati da cocente passione, per la regia di Giorgio Capitani e Febbre da cavallo, per la regia di Steno. 
Nello stesso anno torna alla musica dopo dodici anni di distanza dal suo ultimo lavoro solista (se si escludono i due album collaborativi con Dorelli), con un album prodotto da Johnny Dorelli, suo compagno di allora, che si firma col suo vero nome, Giorgio Guidi.
Gli arrangiamenti e la direzione d'orchestra sono affidati a Danilo Vaona, mentre tra gli autori figurano Antonio e Gianni Bella, Daniele Pace, Mário Lago, Silvestro Longo, Roberto Conrado ed un giovane Ivano Fossati, che con Oscar Prudente firma il brano finale del disco, Ancora libera. 
L'album viene promosso dal singolo Dieci anni in più/Mi sono innamorata di mio marito. A riscuotere maggiori consensi è proprio il brano presente sul lato B, cover di O maior golpe do mundo, scritto da Mário Lago (che adatta anche il testo in italiano)

## Edizioni
L'album è stato pubblicato in Italia nel 1976 dall'etichetta CGD, con numero di catalogo CGD 81314 in musicassetta ed LP, ed è tra i più rari e quotati tra i collezionisti per l'interprete in quanto mai ristampato su CD o LP e attualmente non è disponibile né in digitale né per lo streaming, seppure cinque dei brani dell'album, Dieci anni in più, Lassù lassù, Mi sono innamorata di mio marito, Pioggia e Vivere in tre siano stati inclusi nella compilation Playlist, pubblicata sia in CD che per lo streaming. La musicassetta contiene una traccia in più rispetto all'LP, Mi sono innamorata di mio marito (O maior golpe do mundo) (Frammento).

## Tracce
1. Io su te
2. Mi sono innamorata di mio marito
3. Dieci anni in più
4. Vivere in tre
5. Pioggia
6. Scappa insieme a me
7. Lassù lassù
8. Maschere
9. Ancora libera